# Мікаїл ібн Джафар
Мікаїл ібн Джафар (д/н —бл. 943) — 8-й ельтебер (володар) і 2-й емір Волзької Болгарії у 925—943 роках.

## Життєпис
Походив з династії Дуло. Син еміра Алмиша (Джафара). Ймовірно саме його батько відправив як заручника до хозарського двору невдовзі після сходження на трон 895 року. Згадується в записках арабського мандрівника Ібн Фадлана, який відвідав в 922 році в якості посла Алмиша.
Після смерті батька 925 року спадкував владу. Про його панування обмаль відомостей. За різними гіпотезами: почав боротьбу з братом Ахмадом, який отримав владу на суварами. Цим скористався хозарський бек-мелех Беніамін, що за підтримки аланів завдав поразки волзькоболгарському війську та союзним племенам. В результаті Мікаїл знову вимушений був визнати зверхність каганату.
В наступні роки боровся з братом Ахмедом Суварським. Під час боротьби близько 930 року помер або загинув брат Ахмад, перед тим за легендою заснувавши фортецю Хусан-Кірмен (майбутню Казань).
933 року або дещо пізніше скористався повстанням аланів проти бек-мелеха Аарона II, здобувши знову незалежність. Але 940 року хозари підтримали повстання частини племен, невдоволених ісламізацією. Внаслідок цього південні волзькі булгари відкололися й визнали зверхність Аарона II.
Відомий срібний дирхем з ім'ям еміра від 940 року. Мікаїл ібн Джафар помер близько 943 року. Йому спадкував син Абдуллах ібн Мікаїл.